# Primăria Nouă din München

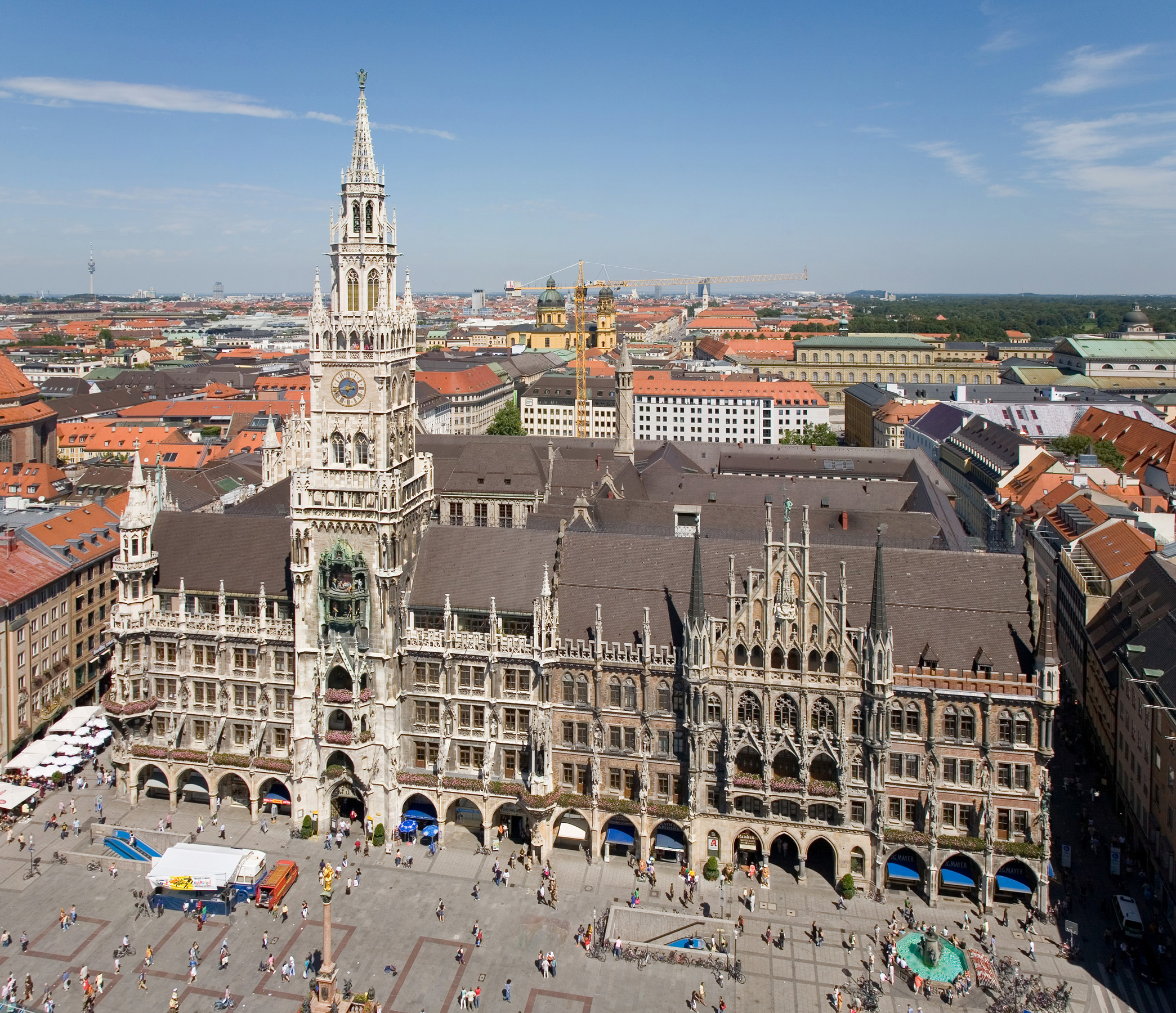
Primăria Nouă şi Marienplatz (2006).

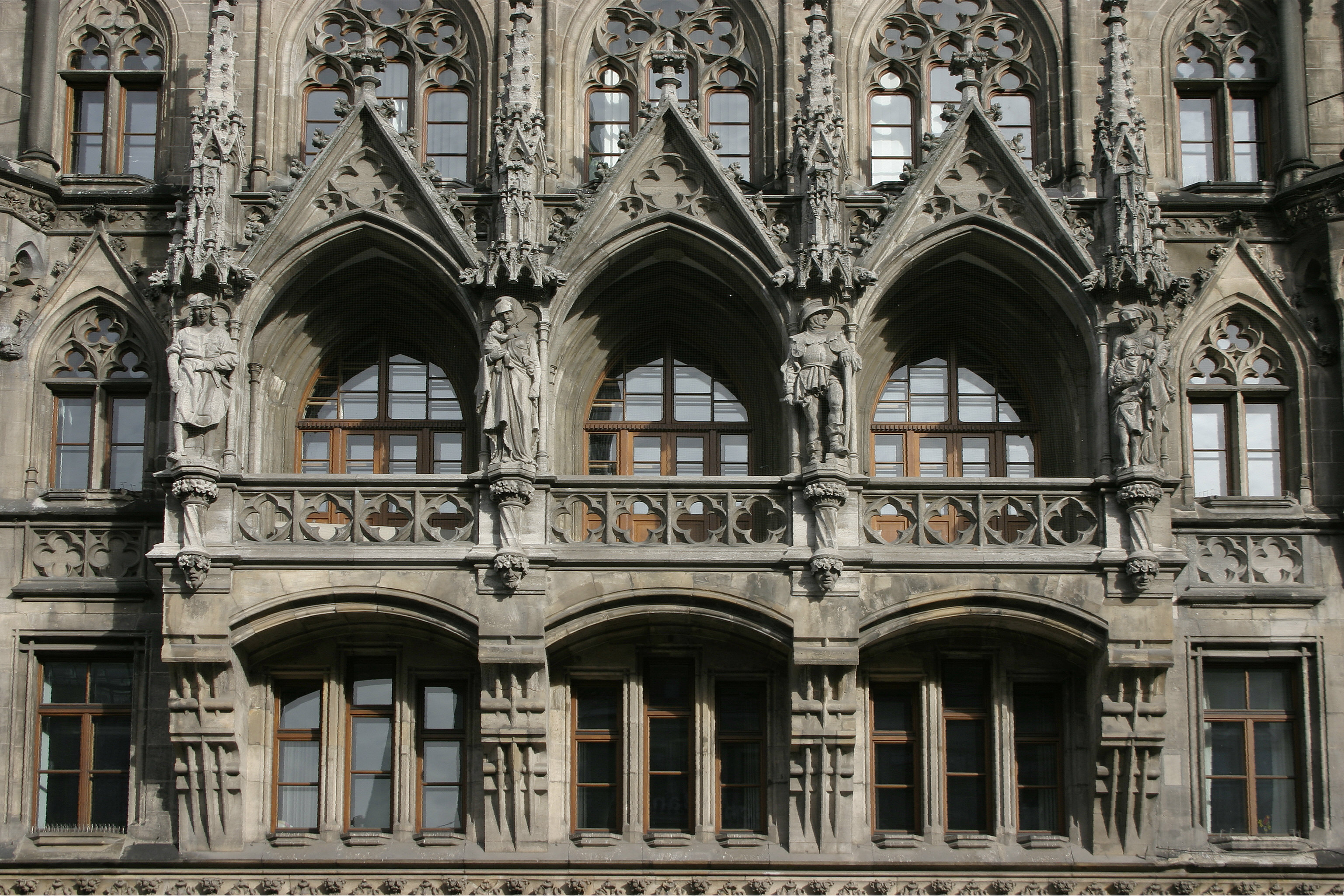
Detaliu al fațadei frontale mai sus de intrarea principală.

Primăria Nouă (în germană Neues Rathaus) este un sediu al primăriei aflat în partea de nord al pieței Marienplatz din München, Bavaria, Germania. El găzduiește guvernul orașului, inclusiv consiliul orașului, birourile primarilor și o parte a administrației. În 1874 municipalitatea a părăsit Primăria Veche pentru a se muta în noul său sediu.

## Clădirea
A fost construită între 1867 și 1908 de Georg von Hauberrisser în stil neogotic. Ea se întinde pe o suprafață de 9159 m², având 400 de încăperi. Fațada principală situată înspre Marienplatz, lungă de 100 de metri, este bogat decorată. Ea îl prezintă pe Ducele guelf Duke Henric Leul și aproape întreaga linie a dinastiei Wittelsbach din Bavaria și este cel mai mare ciclu princiar dintr-o primărie germană. Monumentul central din centrul fațadei principale situat deasupra casei de pază este o statuie ecvestră a prințului regent Luitpold. Traveea turnului conține statui ale primilor patru regi bavarezi.
Fațada principală este plasată înspre piață, în timp ce partea din spate este adiacentă unui mic parc (Marienhof). Subsolul este ocupat aproape în întregime de un restaurant mare numit Ratskeller. La parter, unele camere sunt închiriate pentru mici întreprinderi. La parter se află și oficiul principal de informare turistică.
Primul etaj găzduiește un balcon mare înspre Marienplatz, care este folosit pentru festivaluri mari, cum ar fi campionatele de fotbal sau pentru concerte organizate în timpul Crăciunului. Turnul principal are o înălțime de 85 m, iar vizitatorii pot urca în el cu un lift. În vârful turnului se află statuia Münchner Kindl. Rathaus-Glockenspiel, care prezintă două povești interpretate de un aparat zilnic la orele 11, 12 și 17, este un punct de atracție turistică.